# 히가시토키촌
히가시토키촌(일본어: 東陶器村)은 일본 오사카부 오토리군·센보쿠군에 설치되었던 촌이다. 현재의 사카이시 나카구와 미나미구의 일부에 해당한다.